# 島田真千子
島田 真千子（しまだ まちこ、1975年8月27日 - ）は、愛知県名古屋市出身のヴァイオリン奏者。ヴァイオリンを久保田良作、田中千香士、マルコ・リッツィに、室内楽をアイザック・スターン、今井信子等に師事。東京芸術大学音楽学部附属音楽高等学校、東京芸術大学を首席で卒業。
ドイツ・デトモルト音楽大学卒業、同大学院を修了、ドイツ国家演奏家資格取得。

## 受賞歴
- 1990年 第44回全日本学生音楽コンクール全国大会中学校の部第1位[1]
- 1997年 第7回日本モーツァルト音楽コンクール第1位[2]
- 1997年 第66回日本音楽コンクール第2位[3]
- 1998年 第45回パガニーニ国際コンクール特別賞（最優秀現代作品演奏賞）
- 2001年 エリザベート王妃国際音楽コンクール セミファイナリスト
- 2006年 第15回ヨハン・ゼバスティアン・バッハ国際コンクールバロックヴァイオリン/ヴァイオリン部門5位入選。
- 2006年 平成17年度愛知県芸術文化選奨文化賞を受賞[4]、第1回名古屋音楽ペンクラブ賞を受賞
- 2009年 名古屋市芸術奨励賞受賞[5]

## 主な活動
- 名フィル等との共演や東京、名古屋でのリサイタル。
- 1998年以降サイトウ・キネン・オーケストラのメンバー。
- 水戸室内管弦楽団メンバー。
- しらかわホールでの室内楽を企画、出演している。
- 2015年から セントラル愛知交響楽団ソロコンサートマスター。
- ヴェリタス弦楽四重奏団メンバー。

- 2015年CD『バッハの無伴奏ソナタ&パルティータ集』をリリース。2016年に、バッハ作曲の無伴奏ソナタ&パルティータ6曲全曲リサイタルを開催。

- 2018年にはバッハ作曲のヴァイオリンとチェンバロの為のソナタ6曲全曲リサイタルを、東京春祭の"東博でバッハ"と、宗次ホールにて開催。

- 2020年11月にはデビュー20周年を記念して名古屋：宗次ホール、大阪：ザ・フェニックスホール、沖縄：パレット市民劇場にてリサイタルを開催。